# داود بربانك
داود أبو طلحة بربانك (بالإنجليزية: Dawud Burbank)‏ (ولد عام 1963، وتوفي عام 2011) كان مسلمًا بريطانيًا يلتزم بالمنهج السلفي للإسلام. ترجم العديد من النصوص والكتب العربية إلى اللغة الإنجليزية، كما حاضر في موضوعات إسلامية. توفي عام 2011 وهو في طريقه لأداء فريضة الحج عندما اندلعت النيران في الحافلة التي كان يستقلها.

## السيرة الشخصية
ولد داود بربانك 'أبو طلحة' في 20 أكتوبر 1963 في كولفيل، ليسترشاير في إنجلترا لعائلة مسيحية. اعتنق الإسلام في سن التاسعة عشرة ودرس في الجامعة الإسلامية بالمدينة المنورة في المملكة العربية السعودية في منتصف إلى أواخر ثمانينات القرن العشرين حيث اكتسب طلاقة في اللغة العربية.

## النشاط الإسلامي
كان بربانك مسلما سلفيا شارك في ترجمة أطروحات وكتب العلماء السلفيين عند عودته إلى بريطانيا وشارك في أنشطة جماعة إحياء منهج السنة (JIMAS) (تُرجمت على النحو التالي: جمعية إحياء طريق الرسول) حتى نهاية عام 1995 عندما انقسمت المنظمة على أسس حكومية مؤيدة ومعادية للسعودية. قاد بربانك، إلى جانب أبي خديجة عبد الواحد الجانب الذي ظل هادئًا تجاه حكومة المملكة العربية السعودية، حيث أنشأ مؤقتًا منظمة تسمى «منظمة أهل السنة الإسلامية» أو OASIS التي سرعان ما أصبحت «منشورات سلفية». قام بربانك «بترجمة العديد من النصوص العربية» في هذا الوقت والتي عززت هدفها بأن «تصحيح المعتقدات والممارسات الدينية بين المسلمين البريطانيين كان أكثر أهمية من الإصلاح السياسي».

## أعماله
اعتبره المسجد الذي يصلي فيه على أنه «مترجم بارز للنصوص الدينية» ويقال أنه ترجم أكثر من 60 كتابًا من العربية إلى اللغة الإنجليزية. ووفقًا لمدير المسجد السلفي أبي خديجة عبد الواحد، فإن بربانك «كان معروفا جدًا بترجماته وربما كان أفضل المترجمين من العربية إلى الإنجليزية في الغرب كله.» في المسجد السلفي في (سمال هيث) داخل مدينة برمنجهام.

## الوفاة
توفي بربانك وزوجته في 1 نوفمبر 2011 عندما اشتعلت النيران في الحافلة التي كانوا يستقلونها من مطار الملك عبد العزيز الدولي إلى مدينة مكة المكرمة في المملكة العربية السعودية. ودفن هو وزوجته في مكة.

## روابط خارجية
- الاعتصام بالسنة - الترجمات المكتوبة لداود بربانك
- اتباع.كوم - يحتوي على ترجمات صوتية ومكتوبة لداود بربانك